# Saint-Crépin (Hautes-Alpes)
Saint-Crépin (okzitanisch Sant Crespin) ist eine französische Gemeinde im Département Hautes-Alpes in der Region Provence-Alpes-Côte d’Azur. Sie gehört zum Kanton Guillestre im Arrondissement Briançon. 

## Geographie
Durch Saint-Crépin fließt die Durance.
Saint-Crépin grenzt im Nordosten an Arvieux, im Südosten an Eygliers, im Südwesten an Réotier und Champcella sowie im Nordwesten an La Roche-de-Rame.

## Bevölkerungsentwicklung
| Jahr      | 1962 | 1968 | 1975 | 1982 | 1990 | 1999 | 2006 | 2018 |
| --------- | ---- | ---- | ---- | ---- | ---- | ---- | ---- | ---- |
| Einwohner | 409  | 400  | 402  | 507  | 533  | 541  | 583  | 735  |

## Sehenswürdigkeiten
- Kirche Saint-Crépin-et-Saint-Crépinien, Monument historique

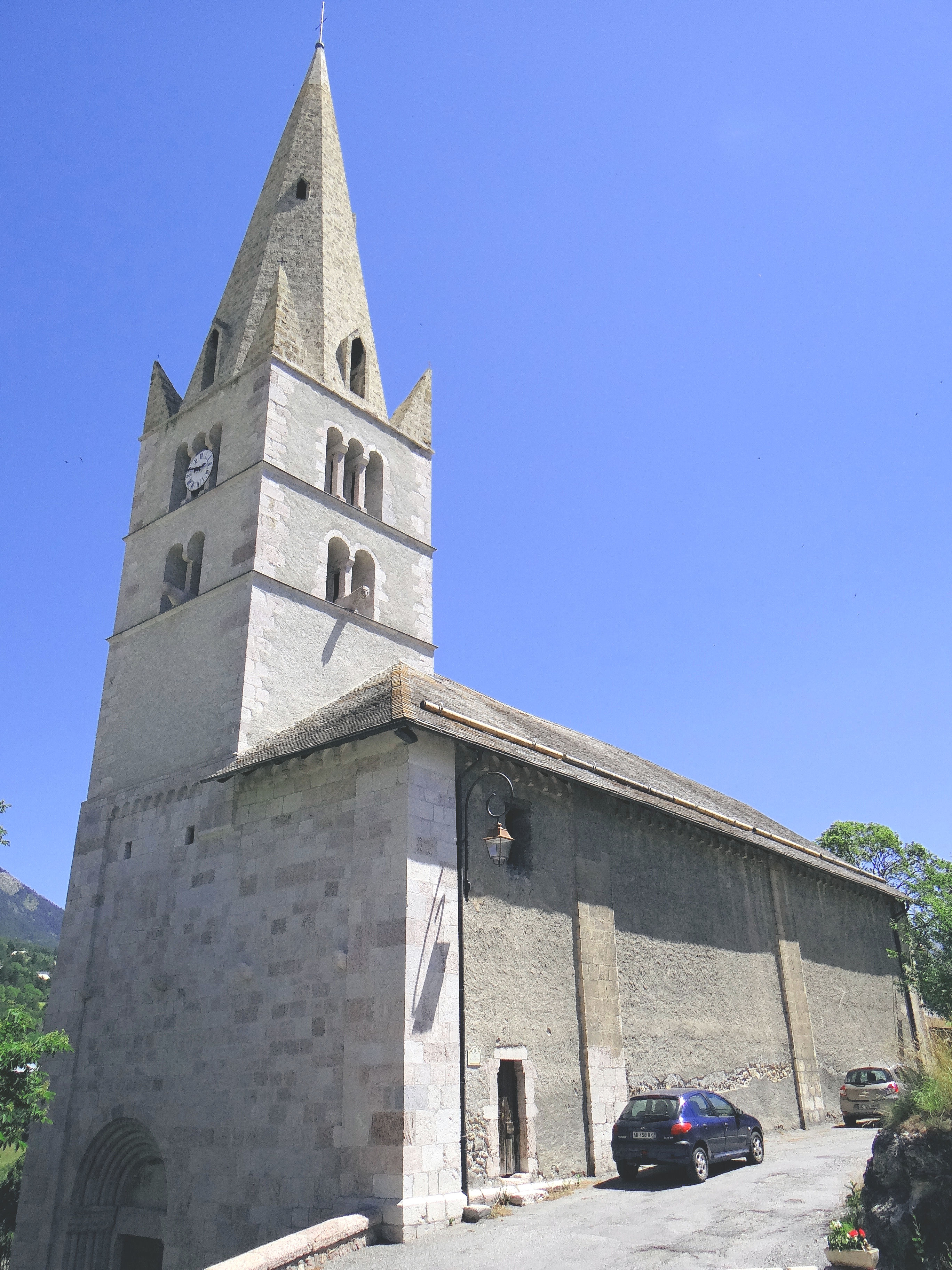
Kirche Saint-Crépin-et-Saint-Crépinien